# Оханск (метеорит)
Оханск (Таборы или таборский метеорит) — каменный метеорит-хондрит общим весом 3000 кг.

## История
Оханский метеорит выпал в виде метеоритного дождя возле села Таборы и окрестности города Оханска (Оханский район Пермского края), 30 августа (11 сентября) 1887 года в 12 часов 30 минут.
Собрано[кем?][когда?] много глыб и осколков общим весом 3000 кг.
Собрано 145 кг осколков метеорита, основная масса хранится в Казанском университете.
Метеорит Оханск изучал лично Д. И. Менделеев, его ученик Ю. И. Симашко предложил[когда?] выделить новую науку — метеоритику.

## Описание
Фрагменты расколовшегося во время полёта метеорита находятся в разных музеях мира и частных коллекциях:
- Пермский краеведческий музей;
- Минералогический музей Пермского государственного научно-исследовательского университета;
- Кунгурский музей-заповедник;
- Геологический музей им. А. А. Штукенберга Казанского университета;
- Музей внеземного вещества Комитета по метеоритам РАН;
- Музей истории Мироздания, Дедовск Московской области;
- Уральский геологический музей, Екатеринбург;
- Минералогический музей имени А. Е. Ферсмана, Москва;
- Горный музей, Санкт-Петербург;
- Юрьевский университет;
- Петровский земледельческий институт;
- Британский музей, Лондон;
- Естественно-исторический музей, Вена;
- Естественно-исторический музей, Париж;
- Музей Минского университета;
- Музей Киевского университета.

В частных коллекциях — у наследников Ю. И. Симашко, в коллекции С. Васильева (Прага), в частных коллекциях США, Британии, Канады. В частных руках жителей села Таборы Оханского района и жителей Пермского края в России.